# Manningford Abbots
Manningford Abbots – wieś w Anglii, w hrabstwie ceremonialnym Wiltshire, w dystrykcie (unitary authority) Wiltshire, w civil parish Manningford. Leży 11 km od miasta Marlborough. W 1931 roku civil parish liczyła 121 mieszkańców.